# Supercolonie

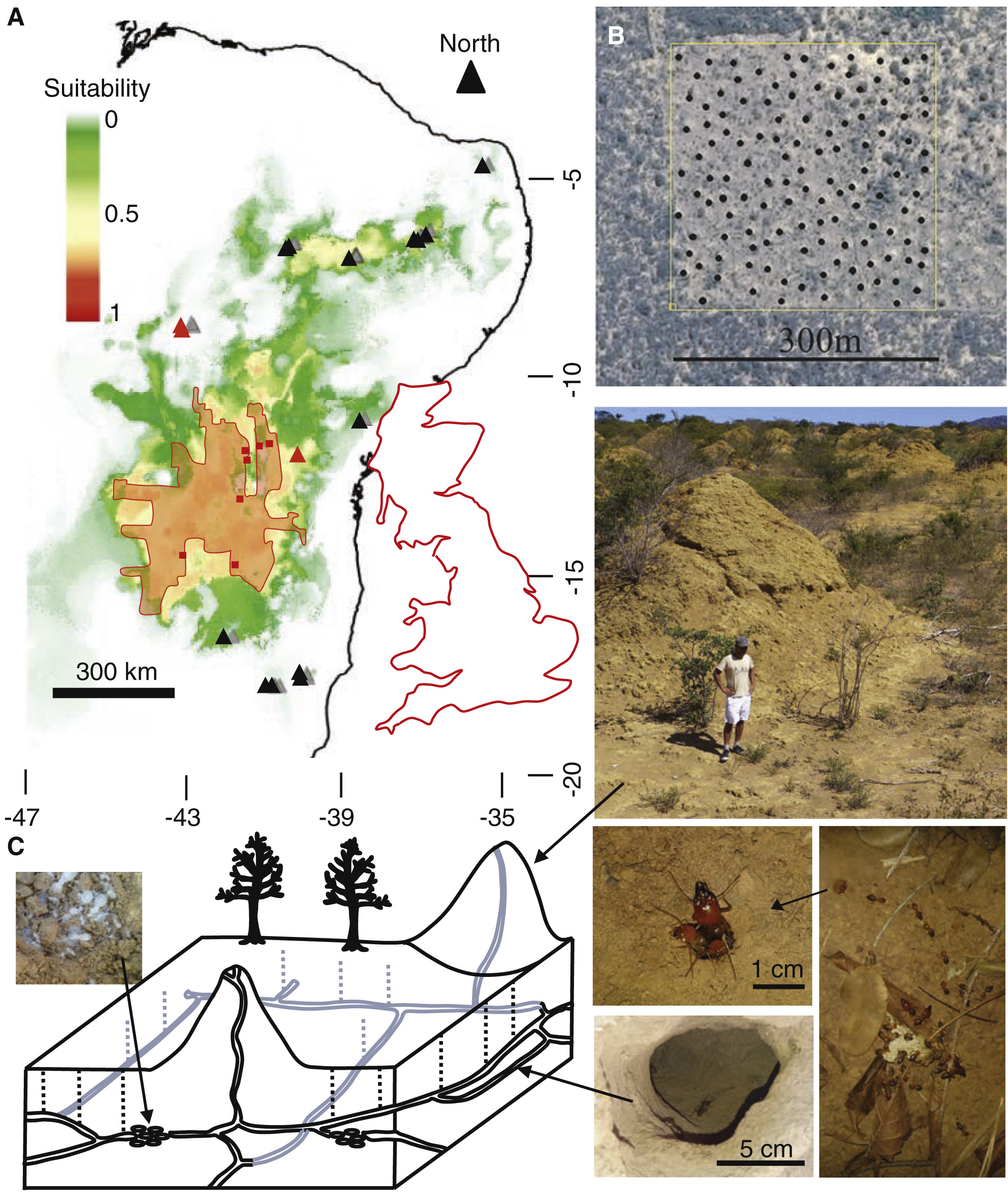
Syntermes dirus, un exemple de réseau de supercolonies de termites au Brésil.

Une supercolonie est une colonie animale caractérisée par un nombre d'individus, ou d'ensembles d'individus, plus grand qu'à l'accoutumée et répartis sur une large surface. Ils sont reliés entre eux par des relations sociales complexes. 

## Exemples

### Insectes sociaux
Chez les insectes sociaux, une supercolonie se distingue par une quantité importante de reines, l'absence d'agressivité entre individus, localement ou généralisée à l'ensemble de l'espèce et une reproduction par « bourgeonnement ».
- Certaines espèces de termites peuvent créer des supercolonies. Par exemple, Reticulitermes urbis forme une supercolonie couvrant 7 ha de la ville de Domène en Isère (France)[2]. Une autre espèce, Reticulitermes flavipes, constitue une supercolonie dans la ville de Toronto au Canada. Cette population, diffuse, génétiquement homogène et sans agressivité intraspécifique, forme de multiples zones de reproduction réparties sur des quartiers entiers[3].

- Certaines espèces de fourmis peuvent créer des supercolonies. Par exemple, Formica yessensis forme une supercolonie sur l'île d'Hokkaidō au Japon. Cet ensemble a été estimé à 45000 fourmilières vivant sur une zone de 2,7 km²[4].

### Autres espèces animales
Certains manchots peuvent former des supercolonies. Par exemple, le Manchot d'Adélie constitue une supercolonie sur l'archipel des îles Danger en Antarctique. Elle est constituée de 751,527 couples, plus que le reste des individus de l'ensemble de la péninsule Antarctique.